# Limbo (film, 2023)
Pour les articles homonymes, voir Limbo.
Pour plus de détails, voir Fiche technique et Distribution.
Limbo est un film australien réalisé par Ivan Sen, sorti en 2023.

## Synopsis
Travis Hurley est un détective qui arrive dans une petite ville de l'arrière-pays australien pour enquêter sur l'homicide non élucidé d'une femme aborigène, vingt ans auparavant. Tissant des liens avec la famille de la victime, Travis dévoile une série de vérités ardues, soulignant les complexités de l'injustice subie par les Aborigènes.

## Fiche technique
Sauf indication contraire, les informations mentionnées dans cette section peuvent être confirmées par la base de données cinématographiques IMDb,  présente dans la section « Liens externes ».
- Titre : Limbo
- Réalisation et scénario : Ivan Sen
- Décors :
- Costumes : Theo Benton
- Musique : Ivan Sen
- Montage : Ivan Sen
- Photographie : Ivan Sen
- Production : Elaine Crombie, Rachel Higgins, David Jowsey, Ivan Sen et Greg Simpkin
- Sociétés de production : Bunya Productions et Windalong Films
- Distribution :
- Pays de production :  Australie
- Langue originale : anglais
- Format : noir et blanc
- Genre : drame policier, thriller
- Date de sortie :
  - Allemagne : 23 février 2023 (Berlinale 2023)

## Distribution
- Simon Baker : Travis Hurley
- Rob Collins (en) : Charlie
- Natasha Wanganeen (en) : Emma
- Nicholas Hope : Joseph
- Mark Coe : Zac
- Joshua Warrior : Oscar
- Alexis Lennon : Jessie

## Production

### Développement
Le 19 août 2022, Ivan Sen annonce qu'il va faire un film néo-noir intitulé Limbo avec Simon Baker dans le rôle principal.

### Tournage
Le 5 septembre 2022, le tournage débute. Il a lieu à Coober Pedy, en Australie-Méridionale.

## Distinctions
- Berlinale 2023 : sélection officielle